# دارستان (راور)
دارستان (راور)، روستایی از توابع بخش مرکزی شهرستان راور در استان کرمان ایران است.

## جمعیت
این روستا در دهستان راور قرار دارد و براساس سرشماری مرکز آمار ایران در سال ۱۳۸۵، جمعیت آن ۸۳ نفر (۳۳خانوار) بوده‌است.